# عبد المنعم أمين
أحمد أحمد أمين (1912 - 1996) وشهرته عبد المنعم أمين، قائد سلاح الفرسان ورئيس حرس الحدود ومحافظ سابق لمحافظة أسوان، انضم إلى حركة الضباط الأحرار قبل ثورة 23 يوليو مباشرةً ورشح لرئاسة الجمهورية. يوجد له تمثال في المتحف الحربي.

## نشاته
ولد في قرية محلة دياي بمركز دسوق، تعلم في كتاب القرية وحفظ القرآن بها. واصل تعليمه حتى التحق بالكلية الحربية عام 1932م وتخرج برتبة ملازم أول ثم تدرج في الترقيات العسكرية المختلفة وعاش بالقاهرة.

## وفاته
توفي في عام 1996م ودفن بقرية محلة دياي كما وصى بذلك.

## أعضاء مجلس قيادة الثورة
- محمد نجيب (رئيس)
- جمال عبد الناصر
- عبد الحكيم عامر
- يوسف صديق
- حسين الشافعي
- صلاح سالم
- جمال سالم
- خالد محيي الدين
- زكريا محيي الدين
- كمال الدين حسين
- عبد اللطيف البغدادي
- عبد المنعم أمين
- محمد أنور السادات
- جمال حماد